# Texanisches Dreieck

Texanisches Dreieck mit Umland

Ergebnisse der US-Präsidentenwahl 2016 in Texas

Das Texanische Dreieck (Englisch: Texas Triangle), auch Texaplex genannt, ist eine Region in Texas, die 67 Countys und die fünf größten Städte des Bundesstaates umfasst. Die Mehrheit der Bevölkerung des Bundesstaates lebt innerhalb des Dreiecks. Das texanische Dreieck besteht aus den vier wichtigsten städtischen Zentren des Bundesstaates, Austin, Dallas-Fort Worth, Houston und San Antonio, die durch die Interstate 45, die Interstate 10 und die Interstate 35 miteinander verbunden sind. Im Jahr 2020 betrug die Einwohnerzahl des Texas Triangle fast 21 Millionen Menschen. Die Wirtschaftsleistung der Region lag im Jahr 2018 bei 1,3 Billionen US-Dollar. Das Texanische Dreieck ist eine von elf Megaregionen in den Vereinigten Staaten, d. h. eine Ansammlung von städtischen Gebieten, die wirtschaftlich und kulturell eng miteinander verbunden sind.
Die Region zeichnet sich im Vergleich zu anderen Regionen des Landes durch ein überdurchschnittliches Bevölkerungswachstum aus. Dies beruht besonders auf der Zuwanderung aus Mexiko und anderen Ländern sowie aus Binnenwanderungen aus anderen Teilen von Texas und den Vereinigten Staaten. Die Attraktivität der Region für Migranten beruht dabei besonders auf einer rasant wachsenden Wirtschaft und vergleichsweise geringen Lebenshaltungskosten. Das demografische Profil der Region verschiebt sich dadurch hin zu einem höheren Bevölkerungsanteil an Hispanics und anderen ethnischen Minderheiten.
Politisch hat die Region den Ruf, ein Zentrum des US-amerikanischen Konservatismus und der Republikanischen Partei zu sein. Tatsächlich erzielen die ländlichen Nordgebiete von Texas allerdings deutlich höhere Stimmenanteile für republikanische Kandidaten bei den Präsidentschaftswahlen. Insbesondere in den Städten und Vorstädten der Region haben auch Kandidaten der Demokratischen Partei Chancen, Mehrheiten zu erringen.

## Geografie
Die Region mit einer Fläche von 160.000 km² umfasst die meisten der größten Städte und Ballungsgebiete des Bundesstaates und zählte 1966 insgesamt 4,5 Millionen Menschen, was bis 2020 auf fast 21 Millionen anwachsen war, und damit fast 75 % der Gesamtbevölkerung von Texas ausmacht. Die Region ist von der Bevölkerungszahl her mit Florida und von der Fläche her mit Georgia vergleichbar, insgesamt umfasst das Texas Triangle weniger als ein Viertel der gesamten Landfläche von Texas. Das geografische Zentrum der Region bildet das Burleson County.

### Metropolregionen
Die vier großen Metropolregionen innerhalb der Region sind Greater Austin, der Dallas-Fort-Worth-Metroplex, Greater Houston und Greater San Antonio.

### Städte
Neben den vier größten Städten Austin, Dallas, Houston und San Antonio enthält die Region weitere Nebenzentren und Vorstädte wie Arlington, Bryan, College Station, Fort Worth, Killeen, New Braunfels, Round Rock, Waco, San Marcos und Sherman.

### Countys
67 Countys liegen im Dreieck, und zwar Bastrop, Bell, Bexar, Brazoria, Brazos, Burleson, Caldwell, Chambers, Collin, Colorado, Comal, Cooke, Coryell, Dallas, Delta, Denton, Ellis, Falls, Fayette, Fort Bend, Freestone, Galveston, Gonzales, Grayson, Grimes, Guadalupe, Hardin, Harris, Hays, Henderson, Hill, Hood, Houston, Hunt, Jefferson, Johnson, Kaufman, Kendall, Lavaca, Lee, Leon, Liberty, Limestone, Madison, McLennan, Medina, Milam, Montgomery, Navarro, Orange, Parker, Rockwall, Robertson, San Jacinto, Somervell, Tarrant, Travis, Walker, Waller, Washington, Wharton, Williamson, Wilson und Wise.

## Galerie

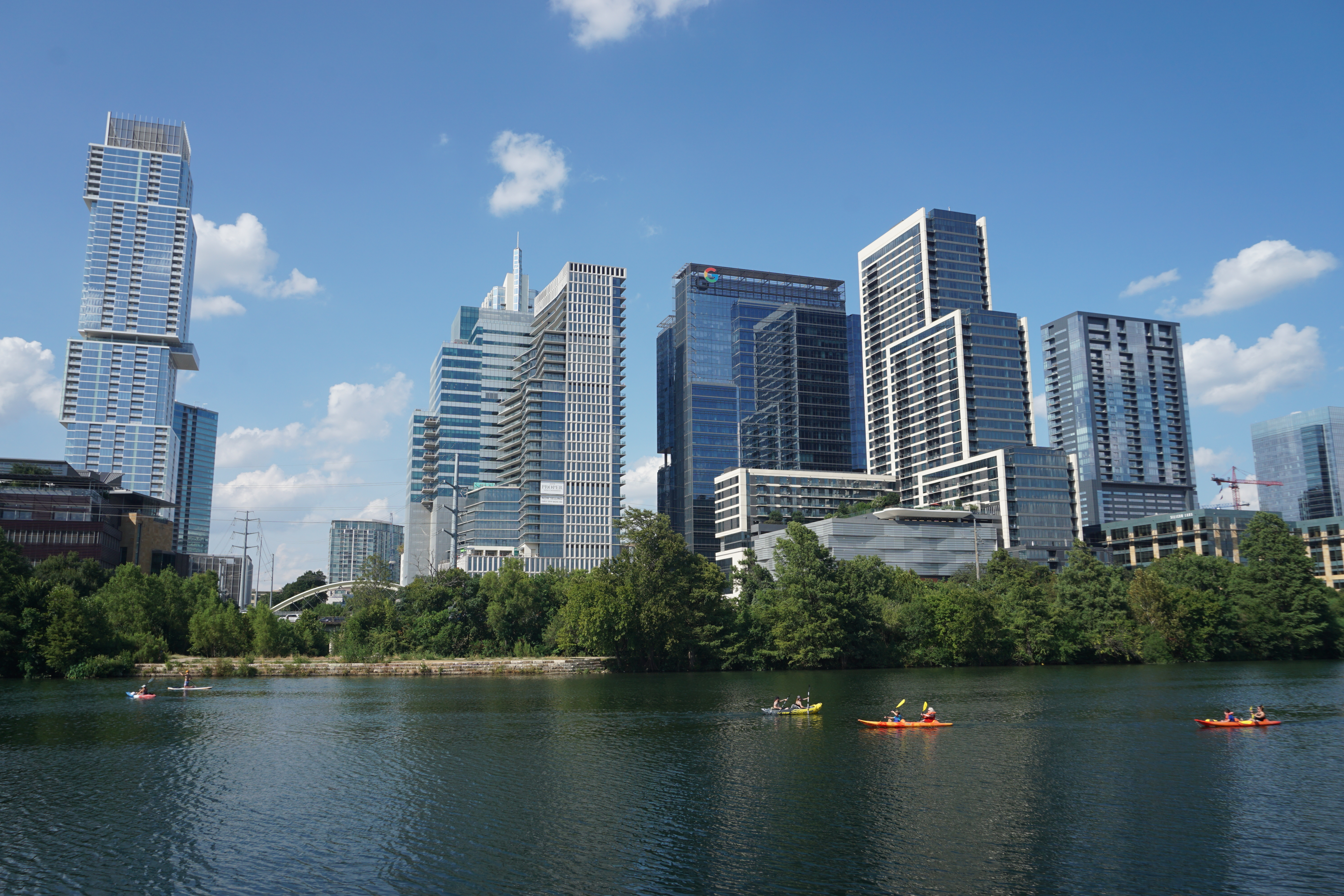
Austin
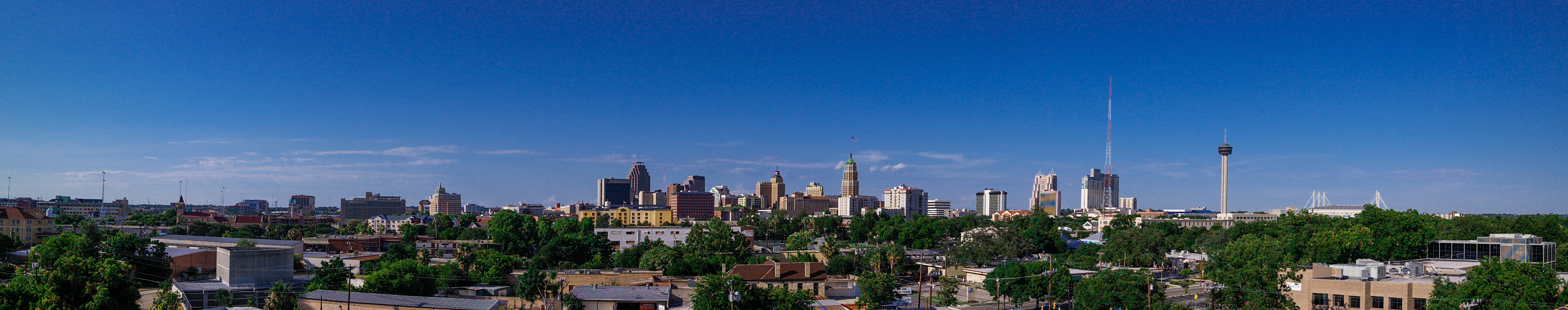
San Antonio